# マリウポリ市電
マリウポリ市電（ウクライナ語: Маріупольський трамвай、ロシア語: Мариупольский трамвай）は、ウクライナの都市・マリウポリに存在する路面電車である。2022年のロシアの侵攻まではトロリーバス（マリウポリ・トロリーバス）や路線バスと共にマリウポリ市が所有する公益事業会社（КП）のマリウポリ路面電車・トロリーバス管理公社（ウクライナ語: Маріупольське трамвайно-тролейбусне управління）によって運営されていた。2024年現在戦いのため公共交通機関が破壊され、一つの系統だけが運転している。

## 概要
1933年に開通した、ウクライナの都市・マリウポリ市内を走る路面電車。第二次世界大戦（大祖国戦争）時にはナチス・ドイツの占領および撤退時の破壊に伴い長期にわたる運休を余儀なくされたが、戦後はマリウポリの発展に伴い路線網の拡張が1980年代まで続き、車両の増備も積極的に行われた。ソビエト連邦の崩壊以降はモータリーゼーションの進展により一部区間の廃止や車庫の閉鎖が実施されたが、後述の通り新型車両や中古車両の導入による近代化が継続して行われている。

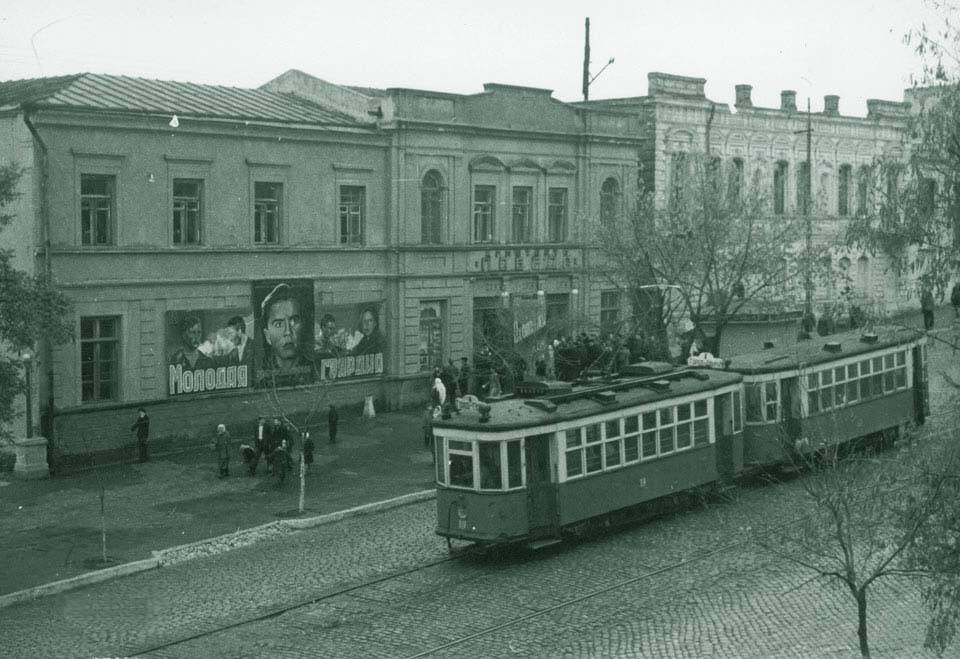
第二次世界大戦後のマリウポリ市電（1948年撮影）

2021年に、マリウポリ市電で設定されている系統は以下の通り。運賃は他の公共交通と共に7フリヴニャに設定されている。
| 系統番号 | 起点                      | 終点                      | 営業キロ | 運行日 (時間帯) | 備考                                           |
| -------- | ------------------------- | ------------------------- | -------- | --------------- | ---------------------------------------------- |
| 3        | Областная больница        | Комбинат "Азовсталь"      | 5.77km   | 毎日            | [ 7 ]                                          |
| 7        | ул. Казанцева             | Стан 1700                 | 11.37km  | 毎日            | [ 8 ]                                          |
| 7c       | Обласна лікарня           | Стан 1700                 | 25.95km  | 平日            | 2往復のみ運行                                  |
| 7m       | Стан 1700                 | Стан 1700                 | 18.29km  | 毎日            | 環状系統(左回り) 3往復のみ運行                 |
| 8        | ул. Казанцева             | Областная больница        | 6.85km   | 毎日            | [ 13 ]                                         |
| 9        | Городской дворец культуры | станция Западная          | 19.05km  | 毎日            | [ 14 ]                                         |
| 10       | Областная больница        | Энергоучасток             | 14.06km  | 毎日            | [ 15 ]                                         |
| 10a      | Комбінат "Азовсталь"      | Трамвайне депо №3         | 24.49km  | 毎日            | ラケット式環状系統(右回り) 夜間に1往復のみ運行 |
| 11       | Городской дворец культуры | станция Западная          | 15.72km  | 毎日            | ラケット式環状系統                             |
| 11a      | Трамвайне депо №3         | Міський палац культури    | 20.71km  | 平日            | ラケット式環状系統                             |
| 15       | Городской дворец культуры | Городской дворец культуры | 8.69km   | 毎日            | 環状系統(右回り)                               |
| 16       | ул. Полтавская            | ул. Полтавская            | 8.7km    | 毎日            | 環状系統(左回り)                               |

2022年3月2日に市内での戦闘による市電の交通が停止された。2024年現在戦いのため公共交通機関が破壊された状態にあり、約90％は修復不可能である。
2023年5月2日に一つの系統が再開された。

## 車両

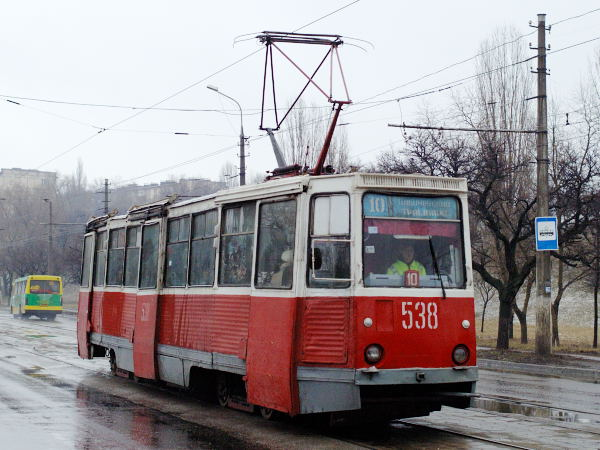
KTM-5は2019年に営業運転から撤退した（2007年撮影）

2021年現在、マリウポリ市電で営業運転に使用されている車両形式は以下の通り。2000年代はウクライナやロシアで製造された部分超低床電車が少量導入された一方、2010年代後半以降はチェコ（プラハ）やスロバキア（コシツェ）、ラトビア（リガ）から譲渡された車両の導入が積極的に行われており、長年に渡りマリウポリ市電で使用されていたKTM-5は2019年をもって営業運転を終了している。
2021年の時点で車庫は2箇所（第2車庫、第3車庫）が存在するが、第2車庫については2020年以降車両の修理を専門としており、営業用車両は一部を除いて第3車庫に配置されている。
| 形式     | 形式         | 備考                                   |
| -------- | ------------ | -------------------------------------- |
| タトラT3 | タトラT3SU   | コシツェ市電からの譲渡車両             |
| タトラT3 | タトラT3SUCS | プラハ市電、コシツェ市電からの譲渡車両 |
| タトラT3 | タトラT3A    | リガ市電からの譲渡車両                 |
| K-1      | K-1          | [ 26 ]                                 |
| K-1M     | K-1M         | 部分超低床電車                         |
| LM-2008  | LM-2008      | 部分超低床電車                         |

第2車両基地は戦闘の結果破壊され、領土内に残っていた車両は解体された。